# Fjällsjö distrikt
Fjällsjö distrikt är ett distrikt i Strömsunds kommun och Jämtlands län. Distriktet ligger omkring Backe i nordvästra Ångermanland.

## Tidigare administrativ tillhörighet
Distriktet inrättades 2016 och utgörs av socknen Fjällsjö i Strömsunds kommun.
Området motsvarar den omfattning Fjällsjö församling hade 1999/2000.

## Tätorter och småorter
I Fjällsjö distrikt finns en tätort men inga småorter.

### Tätorter
- Backe